# Belén Rodríguez Lario
Belén Rodríguez Lario (geboren am 2. August 2006 in Sevilla) ist eine spanische Handballspielerin, die auf der Spielposition linker Rückraum eingesetzt wird.

## Vereinskarriere
Rodriguez spielte bis 2024 in Dos Hermanas bei Balonmano Montequinto, dann wechselte sie nach Granollers zum Verein KH-7 BM Gronollers, wo sie einen Zwei-Jahres-Vertrag erhielt. Sie debütierte mit dem Team aus Granollers in der Saison 2024/2025 der División de Honor.

## Auswahlmannschaften
Belén Rodríguez stand ab 2021 im Aufgebot von Auswahlmannschaften der RFEBM.
Für die promesas selección lief sie erstmals im Juli 2021 auf. Sie nahm mit dem Team an den Mittelmeermeisterschaften 2022 (4. Platz) teil. Bis Juli 2022 wurde sie in 18 Spielen eingesetzt und warf dabei 49 Tore.
Ab Februar 2023 lief sie mit der Jugendnationalmannschaft Spaniens auf. Sie stand mit dieser Auswahl bei den Mittelmeermeisterschaften 2023 (1. Platz) und der W17 EHF Championship 2023 (1. Platz), bei der sich Spanien für die U-18-Weltmeisterschaft 2024 qualifizierte, auf dem Feld. Mit dem spanischen Team der Jugend gewann sie im August 2024 die Weltmeisterschaft, bei der sie zudem als Most Valuable Player ausgezeichnet wurde. Bis August 2024 wurde sie in 40 Spielen der Jugendauswahl eingesetzt und warf darin 115 Tore.
Für Spaniens Juniorinnen wurde Rodríguez erstmals im März 2025 für ein Testspiel aufgeboten.

## Privates
Ihre Brüder Roberto Rodríguez und Alfonso Rodríguez spielen ebenfalls Handball.